# Елена Грънчарова
Елена Грънчарова (1841 – 1923) е българска революционерка, председателка на женското дружество в Горна Оряховица. Заедно със своите сестри и братовчедка ушива три знамена за Априлското въстание.

## Ранни години
Елена Грънчарова е родена в град Горна Оряховица през 1841 година. За семейството ѝ обаче няма достатъчно налична информация.

## Брак и деца
Омъжва се в Търново. Там живее до 27-годишна възраст, но е принудена да посреща и слугува на турските бейове. Макар да не харесва начинанието, тя го търпи, за да вървят търговските начинания на мъжа и свекърва ѝ. Но един ден тя не издържа и заедно с едногодишния си син Димитър се завръща в Горна Оряховица.
Омъжва се повторно с Моско Грънчаров, който има четири деца. Братята му Сидер и Вичо са търговци на кожи, жито и спиртни напитки.

## Моско, Сидер и Вичо Грънчарови
На 13 юли 1869 г. братята Сидер и Вичо Грънчарови, заедно с учителя Радко Радославов, откриват Народно читалище „Напредък – 1869“ в Горна Оряховица. Първоначално читалището е помещавано в стая от старото девическо училище, а след това – в старата турска джамия. Освен с културно-просветна си дейност читалище „Напредък“ е натоварено и с революционната – да се превърне в място за популяризиране на революционните идеи. Вичо Грънчаров, който е и председател на революционния комитет в града, оглавява и читалището. За разлика от братята си, Вичо избира именно просветността като водеща за извоюване на независимост.

## Основаване на женското дружество
С помощта на Вичо Грънчаров през 1870 г. в Горна Оряховица е основано женско дружество „Майчина любов“, по-късно преименувано на „Просвета“. То играе ролята на верен помощник в делото на читалището и предимно в революционната му дейност. Елена Грънчарова е избрана за негов председател. По това събитие тя пише в автобиографията си: „На трийсет години съставих за първи път в България женско дружество с девера си Вичо Грънчаров... За сега името ми е написано със златни букви в дружеството. Дружеството се именува „Просвета“.
Женско дружество „Просвета“ играе ролята на основен фактор за навлизането и активното участие на жените в културно-просветния и обществен живот на свободна България. Най-яркото доказателство за това е избирането на Търново за I революционен окръг, както и преместването му в Горна Оряховица. На дружеството е възложена задачата за извезването на знамената за въстаниците

## Създаване на знамената
Заедно със своите сестри (Вангели и Зафири Писареви) и братовчедка (Зойка Обрешкова – Шонтова) Елена Грънчарова изработва три знамена. В книгата си Елена споделя: „…Възложиха на дружеството да ушие 3 знамена – на зелен плат златния лъв от една с жълтото злато, от другата страна „Смърт или Свобода“ и венец с бял ибришим обшити. Едното знаме беше за Ловеч, Севлиево, Плевен, Габрово за четите. Второто – Търново, околийските села, Ибричево, Бяла Черква и др. Трето остана за Г. Оряховските и Търновски чети“.
В началото знамената се шият в дома на една от сестрите, но поради подозрителността на баща им начинанието е преместено в дома на Кина Минкова. Именно там заседават членовете на Окръжния комитет – Стефан Стамболов, Георги Измирлиев, Иван Семерджиев и др.
Едното от тези три знамена става главно за Първи революционен окръг. При организирането на четниците то е взето от Георги Измирлиев-Македончето и Иван Панов Семерджиев. След престрелката на 27 април 1876 г. обаче двамата са арестувани и откарани в Търново, където са осъдени на смърт, а знамето е захвърлено сред въглищата в избите на конака. Това обаче не е краят на неговата история. След една година жителите на Търново посрещат отряда на генерал Йосиф Гурко. Делегация на местните жители връчва знамето на генерала, а той го поднася на командира на 4-та опълченска дружина майор Редкин. Това знаме играе важна роля за българското опълчение. То се развява дори в най-тежките боеве – при Стара Загора, Шипка, Шейново, а в най-критичните моменти майор Редкин е документиран да заповядва на опълченците, ако видят, че няма надежда за спасение, да счупят дръжката на знамето и последният жив защитник да увие знамето около кръста си и да го спаси, като се скрие в родния Балкан.
Второто знаме е създадено за въстаниците от западния район и е изработено от червен атлазен плат. От едната му страна се вижда въстаническият девиз, а от другата – кръст. Тодор Лука Лефтеров получава това знаме и то е развято по време на боевете край Дряновския манастир. Изгорено е от въстаниците.
Третото знаме, за Лясковец, е изработено в къщата на Ангел Кабаиванов заедно с дъщеря му и съпругата му. Създадено е от зелен плат. От едната му страна има лъв, а то другата – девизът „Свобода или смърт“. По-късно Коста Динов написва в ъгъла „Село Лясковец“. След освобождаването на Лясковец от руските войски знамето е предадено на руския музей в Петербург.
Има и доказателства за четвърто ушито знаме, но за него няма информация.

## Легенда за пръстена на Реуф паша
Според една легенда след предателството на априлското въстание Горна Оряховица е застрашена от пристигащи въоръжени башибозуци, цигани и заптиета. Пристига новината, че Фазлъ паша наближава от Шумен със своите хора. Елена изпраща жените от дружестовото да бият камбаните на църквата „Св. Богородица“, за да известят за опасността, а самата тя тръгва из улиците, крещейки: „Който е християнин, да излиза. Жени, спасете бащите и децата си! Спасете града си от разорение. Да идем при пашата в Търново! Да искаме закрила, иначе всички сме загубени!“. Всички жени, мъже и деца се събират на пазара, откъдето тръгват към Търново. Най-отпред са Пауна Язаджиева – майка на Елена, както и самата Елена.
Щом пристигат в местността „Каменец“, един турчин им съобщава, че идват московци. Хората са посрещнати от градоначалника Реуф паша и неговата войска. Елена им разказва на турски език за издевателството над тях в Горна Оряховица, както и за появилите се около града башибозуци и черкези. Освен това смелата българка прави нещо друго, още по-дръзко – тя грабва сабята на мютесарафина и казва: „Ето ти сабя! Изколи ни всичките, но не изпращай цигани и черкези да ни колят и грабят! Един чаушин я блъсва в гърдите с пушката си, а смелата жена му удря плесница. Архимандрит Стефан, придружаващ пашата, я пита: „Що правиш, Елено?“, на което тя отговаря: „Мене бият и аз бия…“. Изумен от смелостта на Грънчарова, Реуф пашата възкликва: „Да бъде волята ти!“, след което подава пръстена от ръката си на Елена и изпраща две роти, за да защитават града.
Пръстенът и до днес се пази от наследниците на Елена.

## Първа световна война
През 1918 г. будната българка събира няколко жени от града и те заедно отиват в центъра на града с искане да се даде храна на тях и децата им, както и да се върнат мъжете от фронта. Елена изпраща телеграма до София с исканията на жените. Генерал Александър Протогеров изпълнява част от тях. Отиват при председателя на прехраната, за да протестират срещу глада и мизерията.